# 70 (číslo)
Sedmdesát je přirozené číslo. Následuje po číslu šedesát devět a předchází číslu sedmdesát jedna. Řadová číslovka je sedmdesátý. Římskými číslicemi se zapisuje LXX. Tutéž číselnou hodnotu má i hebrejské písmeno ajin.

## Věda

### Chemie
- 70 je atomové číslo ytterbia
- 70 je nukleonové číslo nejlehčího z pěti stabilních izotopů germania.[1]

### Matematika
70 je:
- nejmenší a jediné dvouciferné magické číslo, a tedy i abundantní číslo
- bezčtvercové celé číslo
- pětiúhelníkové číslo

## Náboženství
V rámci judaismu je sedmdesátka vnímána jako mystické číslo, které symbolizuje především moudrost (hebrejsky חָכְמָה, CHOCHMA‎). Sedmdesát Noeho potomků je vyjmenováno v biblickém vyprávění a jim odpovídá Sedmdesát národů světa. O sedmdesáti duších sestoupil Jákobdo Egypta. Při východu synů Izraele z Egypta bylo v Élimu dvanáct pramenů a sedmdesát fíkovníků. Podle sedmdesátky je také pojmenována Septuaginta.

## Doprava
- Silnice I/70 je nejkratší česká silnice 1. třídy, vede ze Strážnice do Skalice.

## Kosmonautika
STS-70 byla mise amerického raketoplánu Discovery, která se uskutečnila ve dnech 13. července až 22. července 1995. Jejím cílem bylo vynést geostacionární družici Tracking and Data Relay Satellite-G (TDRS-G) na oběžnou dráhu, jako náhradu za ztracenou TDRS-B.

## Roky
- 70 př. n. l.
- 70
- 1970